# Peter Jessen (Kunsthistoriker)
Arnold Peter Jessen (* 11. Juli 1858 in Altona; † 15. Mai 1926 in Berlin) war ein deutscher Kunsthistoriker und erster Direktor der Staatlichen Kunstbibliothek in Berlin.

## Leben
Die Vorfahren von Peter Jessen stammten aus Flensburg. Dort war der Urgroßvater Peter Willers Jessen (1739–1809) als Inhaber der Korteschen Buchhandlung Verlags- und Sortimentbuchhändler und dort wurde der Großvater Peter Willers Jessen geboren. Dieser leitete ab 1820 in Schleswig das erste psychiatrische Krankenhaus im deutschsprachigen Raum. Zu den sieben Kindern, die er mit Amalie Eccardt hatte, gehörte der Vater von Peter Jessen, der Pädagoge Otto Jessen. Dieser lehrte seit 1856 in Altona an einer Gewerbeschule. Von 1860 bis 1880 war dieser in Hamburg als Direktor der Allgemeinen Gewerbeschule Hamburg und Schule für Bauhandwerker zu Hamburg tätig. In dieser Zeit kam der Bruder Hans Jessen zur Welt. Seit Oktober 1880 lebte die Familie in Berlin, wo der Vater die erste Städtischen Handwerkerschule gründete und leitete.
Jessen studierte in Berlin Kunstgeschichte und Klassische Archäologie. Er wurde 1882 bei Alfred Lichtwark mit einer Dissertation über die Ikonographie des Weltgerichts im Mittelalter promoviert. „Eine einjährige Studienreise nach Florenz, Rom, Paris und London diente dazu, den Gesichtskreis des jungen Gelehrten zu erweitern und seine Kenntnisse zu vertiefen, [...].“ 1884 wurde er „wissenschaftlicher Hilfsarbeiter“ am Kunstgewerbemuseum. Als Lichtwark 1886 nach nur einjähriger Tätigkeit die Leitung der Bibliothek abtrat und als Direktor an die Hamburger Kunsthalle wechselte, wurde Jessen im Oktober 1886 zum Nachfolger berufen. Als die Bibliothek 1894 in den Museumsrang erhoben wurde, wurde er ihr Direktor.
Auf Antrag Jessens führte die Bibliothek des Kunstgewerbemuseums ab dem 27. Mai 1924 gemäß Erlass des Kultusministeriums die Bezeichnung „Staatliche Kunstbibliothek (vormals Bibliothek des Kunstgewerbemuseums)“. Programmatisch war damit der Weg von einer kunstgewerblichen Vorlagensammlung zu einer kunsthistorischen Forschungsbibliothek vorgezeichnet.

## Wirken
Die Tätigkeit des Kunsthistorikers und Bibliotheksdirektors Peter Jessen weist einige Interessenschwerpunkte auf, die für lange Phasen manifest sind.

### Ornamentstich
Unter dem Begriff Ornamentstich fasste man im Verlauf des 19. Jahrhunderts die in verschiedenen Druckverfahren vervielfältigten bildlichen Vorlagen zusammen, die einzeln oder in Buchform zwischen dem 15. und 19. Jhd. Künstlern, Kunsthandwerkern, Bildhauern sowie Architekten Formgedanken vermittelten und sich zu einer eigenen Kunstgattung entwickelten. Jessen war derjenige, der den in seinem Haus aus verschiedenen Provenienzen zusammengeführten Bestand in einem 1894 erschienenen Katalog verzeichnete, diesen damit der Benutzung zugänglich machte und zugleich eine Basis für weitere Erwerbungen bot.
Ein Vierteljahrhundert später legte Jessen seine Monographie Der Ornamentstich vor und bemerkte darin warnend: „Doch sollten die Schaffenden aus dieser verführerisch sprudelnden Quelle nicht so unbesonnen schöpfen, wie unser Kunstgewerbe es nach 1870 getan hat.“ Darin machte er auch auf das Fehlen eines genauen Verzeichnisses der als Modelbuch bezeichneten Flachmustervorlagen für „die Bortenwirker und nadelfertigen Frauen“ aufmerksam. Es sollte seinem Nachfolger Arthur Lotz vorbehalten bleiben, ein solches zu realisieren. In den letzten Jahren seiner Dienstzeit veröffentlichte Jessen von 1922 bis 1924 in Ergänzung die vierbändigen Quellenedition „Meister des Ornamentstichs“.

### Ausstellungswesen
Mit Ausstellungen befasste sich Peter Jessen kontinuierlich. Zu den Sonderausstellungen „im Lesesaal und im benachbarten Kunstgewerbemuseum“ verfasste er der Orientierung dienende Führer und erzielte für seine Bibliothek eine starke Publikumsresonanz. Ein Themenschwerpunkt bildete dabei die Buchkunst. 1898 bemerkte er zum Zweck der Ausstellung:„Sie ist für die Praktiker berechnet, für die Drucker, Verleger, Künstler und Kunstfreunde, und wünscht einen möglichst weiten Kreis von Besuchern in die Schönheit der alten Druckwerke und in die neueren Bestrebungen, soweit sie dem Geiste der Alten verwandt sind, einzuführen.“
Anlässlich der Weltausstellung in Paris 1900 erhielt Jessen den Auftrag, im amtlicher Katalog der Ausstellung des Deutschen Reichs den Aspekt Kunst in Bezug auf das Buchgewerbe darzustellen. Seine 1907 gezeigte Sonderausstellung Buntpapiere und der dazu entstandene Führer regte noch in den 1920er Jahren eine ganze Generation von Buntpapierexperten wie Olga Hirsch, Emil Kretz und Albert Haemmerle an.
Ausführlich befasste er sich mit der 1914 in Köln veranstalteten Deutsche Werkbund-Ausstellung. Bei der Veröffentlichung im Jahr 1915 lautete der Titel Deutsche Form im Kriegsjahr, womit das Schicksal dieser Veranstaltung treffend charakterisiert war. Was als „erste größere gemeinsame Unternehmung der Werkbundsmitglieder“ organisiert worden war, ist laut Jessen „als eines der ersten Qpfer des Krieges gefallen“.

### Mode
Adelheid Rasche machte auf dieses Tätigkeitsfeld von Peter Jessen aufmerksam: „Es mag verwundern, daß er als vielbeschäftiger Kunsthistoriker auch mit großem Einsatz für die Kostümgeschichte und für die zeitgenössische deutsche Mode tätig war.“ 1899 hatte die Kunstbibliothek die Sammlung für Kostümwissenschaft des Berliner Verlegers Franz Freiherr von Lipperheide übernommen, die rund 8000 Bände und 30 000 Einzelblätter umfasste und heute als Lipperheidesche Kostümbibliothek bekannt ist. „Jessens aktive Betätigung für die zeitgenössische deutsche Mode setzte 1915 massiv ein, und wurde für seine letzten zehn Amts- und Lebensjahre eine seiner liebsten Beschäftigungen.“ Im März 1918 übernahm Jessen den Vorsitz im Verband der Damenmode und ihrer Industrie und engagierte sich für den Verein Moden-Museum.

## Reisen und Reiseberichte
Kurz vor dem Ausbruch des Ersten Weltkriegs absolvierte Jessen eine durch drei Kontinente führende Reise. Diese hatte er „mit Hilfe der Stiftung für Auslandsreisen deutscher Gelehrter auf Anlaß des preußischen Kultusministeriums“ unternehmen können. Mit einem Dampfer traf er im März 1913 in New York ein, die Reise führte durch den nordamerikanischen Kontinent und weiter mit dem Schiff nach Japan und China. Mit der Eisenbahn ging die Reise im September 1913 nach St. Petersburg, schließlich über Moskau nach Kiew und Odessa. Neun Reiseberichte veröffentlichte er drei Jahre später – zwischen September 1916 und September 1917 – im Kunstgewerbeblatt. Nur ein Teil der Reiseeindrücke fanden Eingang in die 1921 veröffentlichte Buchausgabe, die sich auf die Länder Japan, Korea und China beschränkte.

## Ehrungen
- Ehren-Mitglied des Deutschen Buchgewerbevereins (am 30. Oktober 1909 ernannt)[21]
- Der Schriftkünstler Rudolf Koch benannte seine Bibel-Gotisch als Peter-Jessen-Schrift.[22] Die Schrift entstand zwischen 1924 und 1930[23] und wurde als Jessen-Schrift von Gebr. Klingspor, Offenbach am Main vertrieben.
- Als sich der Geburtstag zum 150. Mal jährte, ehrte ihn die Kunstbibliothek mit der Foyer-Ausstellung „Peter Jessen“ (vom 11. Juli bis 31. August 2008).[9]

## Zitat
„Das kostbarste Gut einer Bibliothek ist die Zeit ihrer Leser.“

## Veröffentlichungen
- Die Darstellung des Weltgerichts bis auf Michelangelo. Eine Kunsthistorische Untersuchung. Weidmannsche Buchhandlung, Berlin 1883. (Digitalisat)
- Andreas Bretschneider's neues Modelbuch 1619. Neu herausgegeben mit Vorwort. Ernst Wasmuth, Berlin 1892.
- Das Ornamentwerk des Daniel Marot. In 264 Lichtdrucken nachgebildet. Ernst Wasmuth, Berlin 1892.(Digitalisat).
- Gartenanlagen und Gartendekorationen nach alten Vorbildern. Wasmuth, Berlin 1892.
- Katalog der Ornamentstich-Sammlung des Kunstgewerbe-Museums. Königliche Museen zu Berlin. E. A. Seemann, Leipzig 1894 (archive.org).
- Das Ornament des Rococo und seine Vorstufen. 120 Tafeln nach Zeichnungen von Franz Paukert, Ad. Lackner, M. Bertram u.a. Mit erläuterndem Text von Dr. Peter Jessen. E. A. Seemann, Leipzig 1894. (Digitalisat)
- Walter Crane. Zeichnungen und Gemälde. Nach Aufzeichnungen des Künstlers erläutert. Berlin 1894 (Digitalisat).
- Die Schülerwerkstätten als Erziehungsmittel für Handwerk, Industrie und Kunst. Vortrag. Commissionsverlag der Gsellius'schen Buchhandlung, Berlin 1897 (Digitalisat).
- Führer durch die Sonderausstellung. Die Kunst im Buchdruck. Königliche Museen Berlin. Kunstgewerbe-Museum ; Nov.–Dez. 1898. Holten, Berlin 1898. (Digitalisat)
- Führer für die Sonderausstellung „Die Kunst im neueren Buchdruck“, Dezember 1904 – Januar 1905; Königliche Museen, Berlin. Kunstgewerbe-Museum. 2. Aufl., Berlin 1904.
- Haus und Wohnung in alter Zeit. In: Heinrich Sohnrey (Hrsg.): Kunst auf dem Lande. Ein Wegweiser für die Pflege des Schönen und des Heimatsinnes im deutschen Dorfe. Velhagen & Klasing, Bielefeld, Leipzig und Berlin 1905, S. 101–156.(digitalesammlungen.uni-weimar.de Digitalisat)
- Sonder-Ausstellung Japanische Farbendrucke. 19. März bis 16. April 1905. Holten, Berlin 1905. (Digitalisat)
- Führer durch die Sonderausstellung „Die Buchkunst der alten Meister. Bestande der vormaligen Sammlung Hans Grisebach“. Dezember 1906–Januar 1907. Königliche Museen in Berlin, Kunstgewerbe-Museum. Berlin 1906.
- Führer durch die Sonderausstellung Buntpapiere. Mai–Juni–Juli 1907. Königliche Museen Berlin. Kunstgewerbe-Museum. Berlin 1907.
- Alte und neue Vorbilder der Gartenkunst in der Bibliothek des Kgl. Kunstgewerbemuseums zu Berlin. In: Die Gartenkunst. 10 (1908), Nr. 3, S. 45–49. (Digitalisat PDF)
- Deutsche Form im Kriegsjahr. Die Ausstellung Köln 1914. (Jahrbücher des Deutschen Werkbundes 4). Bruckmann, München 1915. (Digitalisat)
- Kunstpflege und Kunsterziehung. In: Handbuch der Politik, Berlin und Leipzig 1914
- Kriegergräber im Felde und daheim. Hrsg. im Einvernehmen mit der Heeresverwaltung von Peter Jessen. Bruckmann, München 1917 (Inhaltsverzeichnis PDF)
- Der Ornamentstich. Geschichte der Vorlagen des Kunsthandwerks seit dem Mittelalter. Verlag für Kunstwissenschaft, Berlin 1920. (Digitalisat)
- Japan, Korea, China. Reisestudien eines Kunstfreundes. E. S. Seemann, Leipzig 1921. (archive.org).
- Meister des Ornamentstichs. Eine Auswahl aus vier Jahrhunderten. Verlag für Kunstwissenschaft, Berlin.
  - Band 1 Gotik und Renaissance im Ornamentstich. Zweihundert Bildtafeln, um 1922. (archive.org).
  - Band 2 Das Barock im Ornamentstich. Zweihundert Bildtafeln, 1924. (archive.org).
  - Band 3 Das Rokoko im Ornamentstich. Zweihundert Bildtafeln, 1922.
  - Band 4 Der Klassizismus im Ornamentstich. Zweihundert Bildtafeln, 1923. (archive.org).
- Meister der Schreibkunst aus drei Jahrhunderten. J. Hoffmann, Stuttgart 1924. 2. Aufl. 1936.
- Die Staatliche Kunstbibliothek (vormals Bibliothek des Kunstgewerbe-Museums) in Berlin. Ein Abschiedswort. Otto von Holten, Berlin 1924.
- Masterpieces of calligraphy, 261 examples, 1500-1800. Nachdr. d. Ausg. Stuttgart 1936. Dover Publications, New York 1981. ISBN 0-486-24100-9.

## Nachlass
- Kunstbibliothek der Staatlichen Museen Preußischen Kulturbesitz[25]